# Robert Lambrou

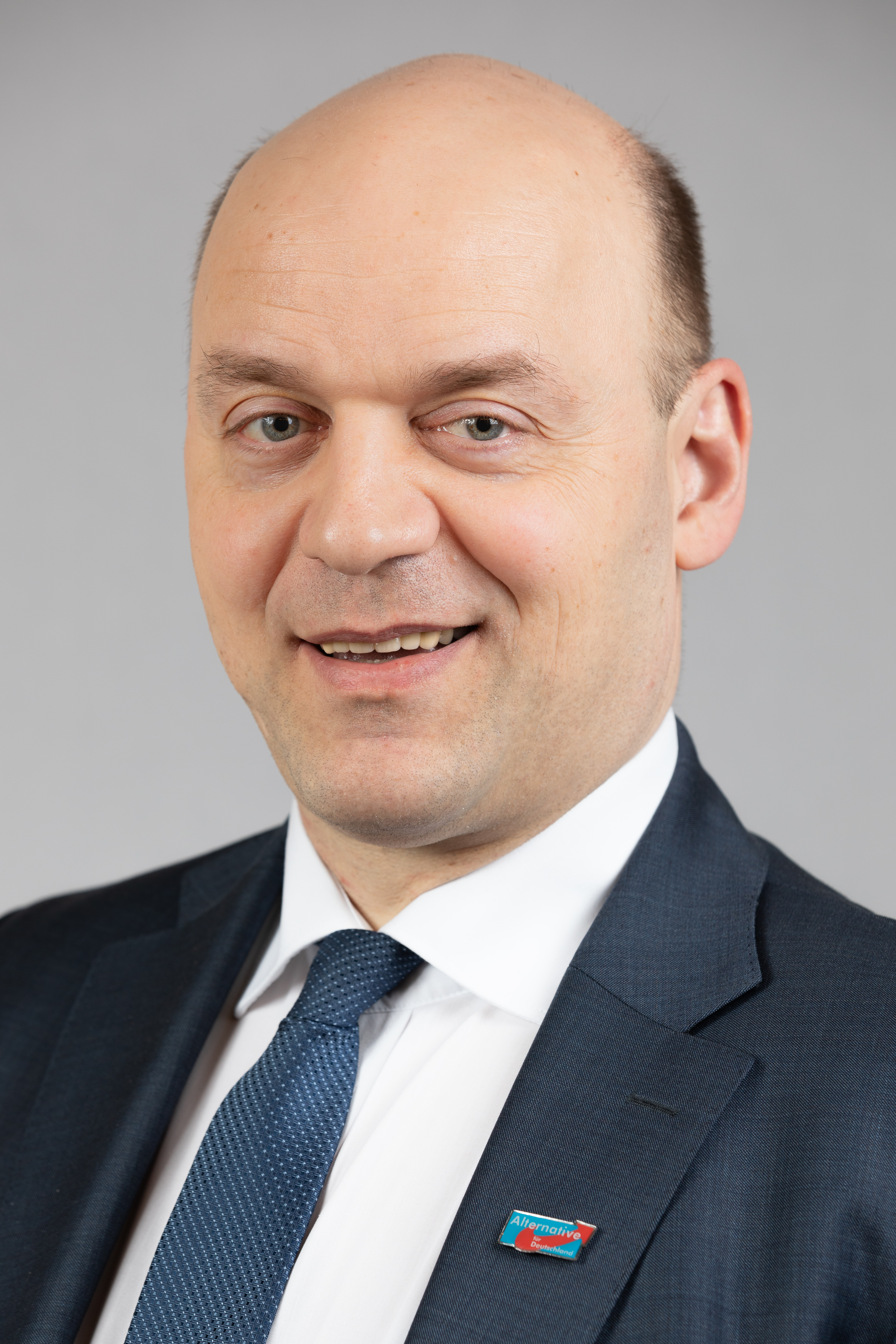
Robert Lambrou (2019)

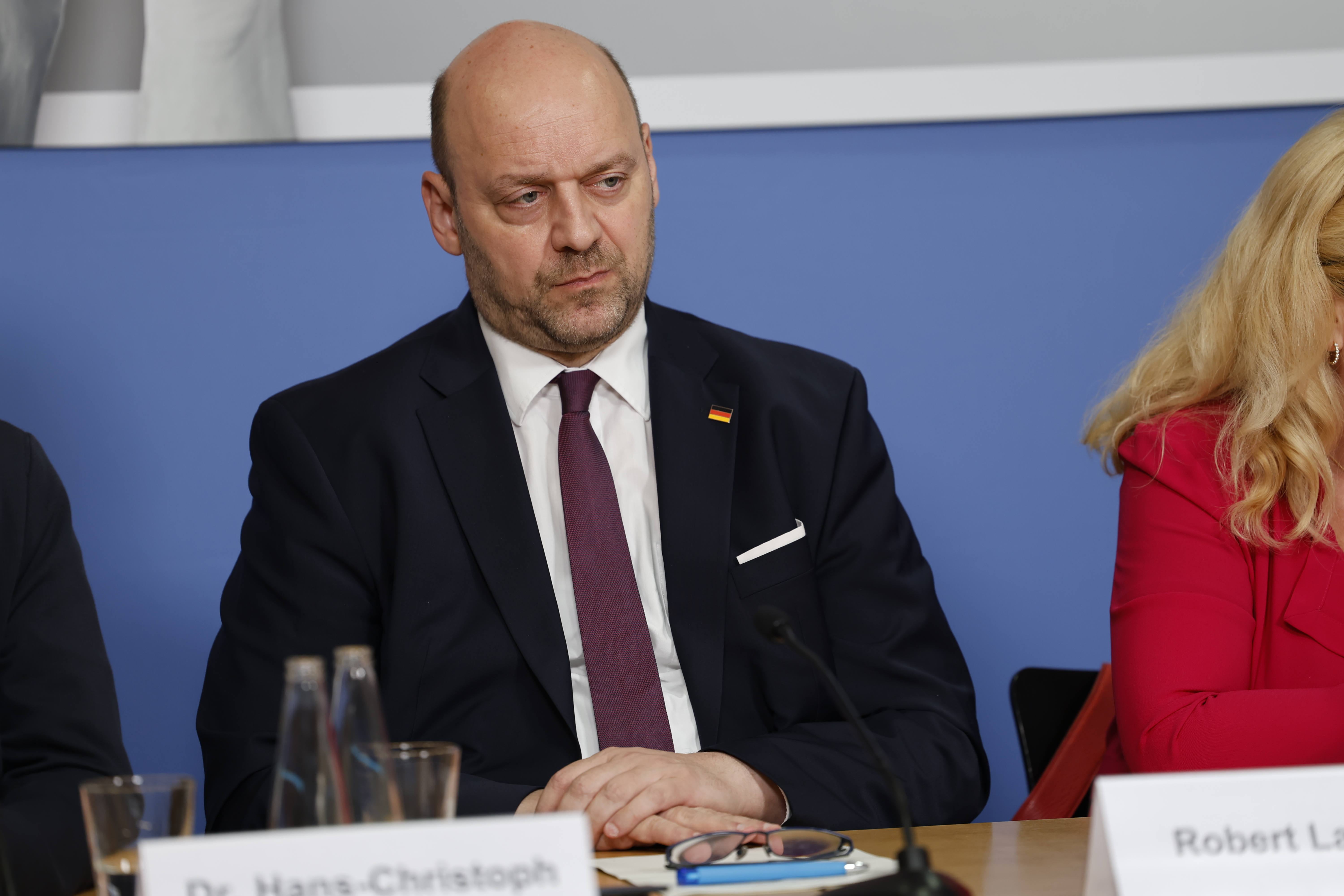
Robert Lambrou (2023)

Athanasios Robert Lambrou (* 12. September 1967 in Münster) ist ein deutscher Politiker (AfD). Seit 2018 ist er Abgeordneter des Hessischen Landtags. Er ist seit 2018 Fraktionsvorsitzender seiner Partei und in dieser Funktion seit 2024 Oppositionsführer im Landtag.

## Leben
Lambrou stammt aus einer deutsch-griechischen Familie; sein Vater ist Grieche. In den 1990er Jahren war er Mitglied der SPD. Lambrou studierte von 1989 bis 1995 Betriebswirtschaftslehre an der Westfälischen Wilhelms-Universität Münster mit Abschluss zum Diplom-Kaufmann und war bis zu seinem Eintritt in die aktive Politik im Jahr 2016 Angestellter in verschiedenen Unternehmen, Schwerpunkte im Controlling, im Vertrieb und in der Vermarktung. Von 2016 bis 2021 war er Mitglied der Stadtverordnetenversammlung der Landeshauptstadt Wiesbaden. Er ist seit Dezember 2017 einer der beiden Landesvorsitzenden der AfD Hessen. Bei der Landtagswahl in Hessen 2018 kandidierte er auf Listenplatz 2 der AfD-Landesliste sowie (wie bereits 2013) im Wahlkreis Wiesbaden II. Er zog über die Landesliste am 18. Januar 2018 als Abgeordneter in den Hessischen Landtag ein, wurde am selben Tag der AfD-Fraktionsvorsitzende. Bei der Landtagswahl 2023 zog er erneut über die Liste in den Landtag ein. Er wurde am 18. Januar 2024 wieder zum Fraktionsvorsitzenden gewählt und ist seitdem auch Sprecher für Migration und Integration.
Lambrou wohnt in Wiesbaden und ist geschieden.

## Kontroversen
Zehn Tage nach einem Eritrea-Festival in Gießen, bei dem es zu Ausschreitungen kam, behauptete Lambrou bei einer Rede im Landtag: „Außer der AfD hat keine der anderen fünf Fraktionen die schweren Ausschreitungen in Gießen als Tagesordnungspunkt im Parlament und somit zum Thema einer Debatte gemacht.“ Der Parlamentskorrespondent der Frankfurter Allgemeinen Zeitung, Ewald Hetrodt, sah in dieser Aussage eine die Demokratie zersetzende Kommunikation, da das Thema zuvor im Fachausschuss des Parlaments ausführlich besprochen worden war.